# Burkersdorf (Frauenstein)
Burkersdorf ist ein Ortsteil der sächsischen Stadt Frauenstein im Landkreis Mittelsachsen.

## Geografie

### Lage

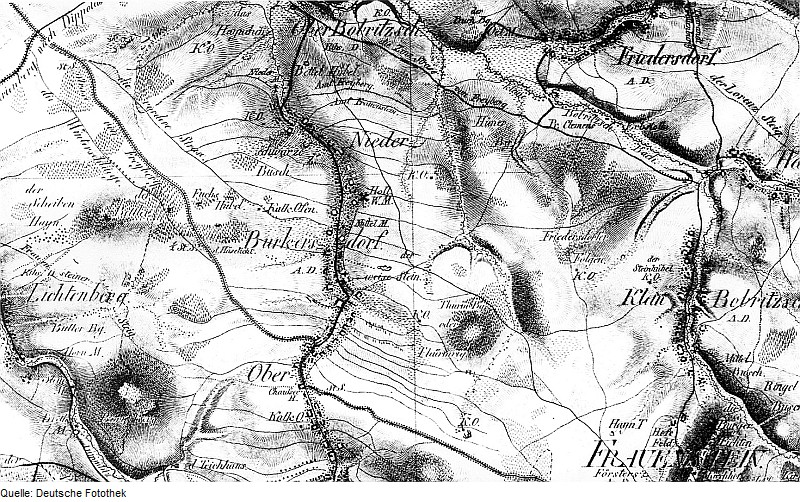
Burkersdorf auf einer Karte von Hermann Oberreit (1821)

Das Waldhufendorf Burkersdorf liegt etwa 12 Kilometer südöstlich von Freiberg im Erzgebirge. Die Ortslage erstreckt sich in Nord-Süd-Richtung über 4,5 Kilometer. Östlich des Ortes liegt der 633 m ü. NN hohe Turmberg, westlich der 617 m ü. NN hohe Burgberg. Durch den Ort führt die Staatsstraße 208 Naundorf–Bienenmühle, im Süden quert die S 184 Freiberg–Rehefeld-Zaunhaus die Ortslage.

### Nachbarorte
| Oberbobritzsch |                                             | Friedersdorf    |
| Lichtenberg    | Kompassrose, die auf Nachbargemeinden zeigt | Kleinbobritzsch |
|                | Dittersbach                                 | Frauenstein     |

## Geschichte

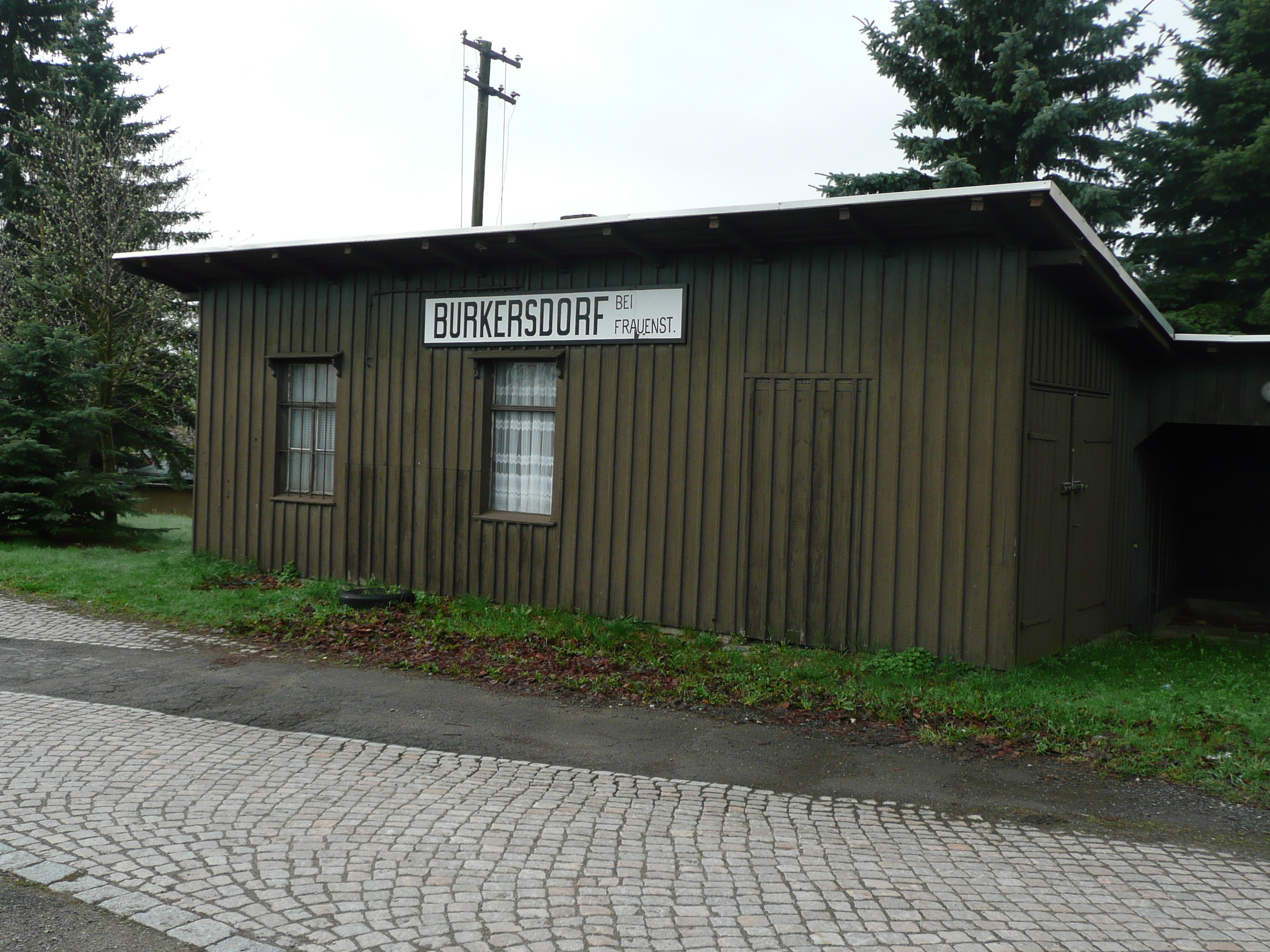
Haltestelle Burkersdorf (b Frauenstein)

Im 12. Jahrhundert als Waldhufendorf gegründet, wurde Burkersdorf 1335 als Burkarttisdorf erstmals urkundlich erwähnt. Der Name geht auf den Personennamen Burghard zurück und bedeutet Dorf eines Burghard.
Ortsnamenformen
1335 Burkarttisdorf
1337 Burkarcdorf
1445 Borkartßdorff, Borckerstorff
1501 Burgerstorff
1512 Burckarstorff
1540 Burckersdorff
1581 Burgkersdorff
um 1600 Burckersdorf
1791 Burckersdorf
August Schumann nennt 1814 im Staats-, Post- und Zeitungslexikon von Sachsen Burkersdorf betreffend u. a.: 

„Es ist eins der stärksten Amtsdörfer [des Amtes Frauenstein] und dessen Fluren sind weniger gebirgig als die der mehresten anderen Dörfer dieses Amts. Es hat eine Pfarrkirche […] 119 Häuser, 2 Mühlen mit 3 Gängen, an 900 Einwohner, 59½ Magazin- 61 Spann- und 68¼ Marschhufen.“

Albert Schiffner ergänzt 1828 u. a.: 

„[…] hat (für hiesige Landeart) guten, besonders zu dem starken Flachsbau trefflich passenden Boden, auf welchen auch die zahlreichen Schneller (kleine Kalköfen) der Bauern berechnet sind.“

Weiterhin nennt er ein Wirtshaus und eine Schmiede unweit der Wasserscheide Gimmlitz–Bobritzsch, eine Mahl- und Brettmühle an der Gimmlitz sowie ein Erblehngericht.
Mit Eröffnung der Schmalspurbahn Klingenberg-Colmnitz–Frauenstein erhielt der Ort am 15. August 1898 mit der Station „Burkersdorf (b Frauenstein)“ Eisenbahnanschluss. Zum 1. Juni 1969 wurde der Güterverkehr endgültig eingestellt, der Personenverkehr folgte nach einem Betriebsunfall am 21. Oktober 1971. Die Gleisanlagen wurden später rückgebaut.
Durch den Bau der Talsperre Lichtenberg 1966–1974 hat sich im Gimmlitztal die bebaute Ortslage um etwa 500 Meter verkürzt und die Einwohnerzahl dadurch verringert.
Burkersdorf ist bis heute landwirtschaftlich geprägt und verzeichnet keine Industrie. Die landwirtschaftlichen Flächen werden größtenteils von der Agrargenossenschaft e. G. bewirtschaftet, übrige von Privatpersonen.
Zum 1. März 1994 wurde Burkersdorf nach Frauenstein eingemeindet.

## Entwicklung der Einwohnerzahl
| Jahr | Einwohnerzahl                            |
| ---- | ---------------------------------------- |
| 1551 | 62 besessene Mann, 164 Inwohner          |
| 1764 | 53 besessene Mann, 9 Gärtner, 37 Häusler |
| 1834 | 1111                                     |
| 1871 | 1224                                     |
| 1890 | 1139                                     |

| Jahr | Einwohnerzahl |
| ---- | ------------- |
| 1910 | 1059          |
| 1925 | 1062          |
| 1939 | 949           |
| 1946 | 1471          |
| 1950 | 1378          |

| Jahr | Einwohnerzahl |
| ---- | ------------- |
| 1964 | 1111          |
| 1990 | 942           |
| 1993 | 912           |

## Kirche
Die Kirche Burkersdorf (Frauenstein) ist eine im Kern romanische Kirche, die um 1500 umgebaut wurde. Sie enthält einen bedeutenden spätgotischen Schnitzaltar und eine reiche barocke Innengestaltung.

## Persönlichkeiten
- Friedrich Gotthilf Freitag (1686–1761), Klassischer Philologe und Gymnasiallehrer